# Union (Band)
Union war eine von dem Gitarristen Bruce Kulick und dem Sänger John Corabi gegründete US-amerikanische Rockband.

## Geschichte
Corabi und Kulick waren einander bereits bekannt, als sie sich 1997 entschlossen, ein gemeinsames Projekt anzugehen. Kulick hatte 6 Monate vorher seinen Job als Gitarrist bei Kiss verloren, Corabi war bei Mötley Crüe ersetzt worden. Beide waren daher in ähnlichen Lebenssituationen. Sie schrieben einige Songs zusammen und bemerkten, dass es gut funktionierte, sodass sie weitermachten und erste Demoaufnahmen machten. Unterstützt wurden sie dabei von Curt Cuomo, der zuvor auch schon mit Kiss am Album Carnival of Souls gearbeitet hatte. Sie komplettierten die Gruppe mit dem Schlagzeuger Brent Fitz und dem Bassisten Jamie Hunting, und die Gruppe machte sich an die Aufnahmen zum ersten Album, das 1999 erschien und schlicht Union betitelt wurde. Mit dem Album im Gepäck machte sich die Band auf den Weg durch die Clubs rund um die Welt, wobei vor allem Japan sehr erfolgreich bereist wurde.
Die zweite Veröffentlichung, das Live-Album Live in the Galaxy (1999), enthielt neben sieben Union-Songs auch Man in the Moon der Band The Scream, Corabis erster Band mit einem Plattenvertrag, eine Coverversion von Cheap Tricks Surrender, Power to the Music, das Mötley Crüe 1994 mit Corabi als Sänger aufgenommen hatten, Jungle von Kiss, sowie das im Studio aufgenommene You’ve Got to Hide Your Love Away von den Beatles.
Das dritte und (vorerst) letzte Union-Album The Blue Room (2000) war etwas „radiotauglicher“ aufgenommen als die erste Studio-CD.
Kommerziell war Union nicht sehr erfolgreich. Die Gruppe rekrutierte ihre Anhänger wahrscheinlich überwiegend aus den Fan-Lagern von Kiss und Mötley Crüe.
2005 erschien eine von Bruce Kulick und Jack Edward Sawyers produzierte DVD mit zwei Konzertmitschnitten der Gruppe.
Die Gruppe wurde nie offiziell aufgelöst. Im Juni 2011 deutete Kulick in einem Interview an, dass es möglicherweise später in diesem Jahr eine interessante Ankündigung zu etwas geben könnte, das John Corabi und er unter dem Namen Union unternehmen würden. Dazu kam es jedoch nicht, Kulick steuerte aber für zwei Songs des im November 2012 erschienenen Soloalbums von John Corabi Gitarrenspuren bei.
Am 1. März 2022 begann die Vorbestellungsphase für die ausschließlich auf Schallplatte und nur in limitierter Auflage (jeweils 500 Exemplare) erhältlichen Neuauflage beider Studioalben, die für die Wiederveröffentlichung um vier (Union) bzw. fünf (The Blue Room) Bonustracks erweitert wurden.

## Diskografie

### Alben
- 1998: Union
- 1999: Live in the Galaxy
- 1999: The Blue Room

### Videoalben
- 2005: Do Your Own Thing Live!